# Fenouillèdes

Lage der Comarca Fenouillèdes im Département Pyrénées-Orientales

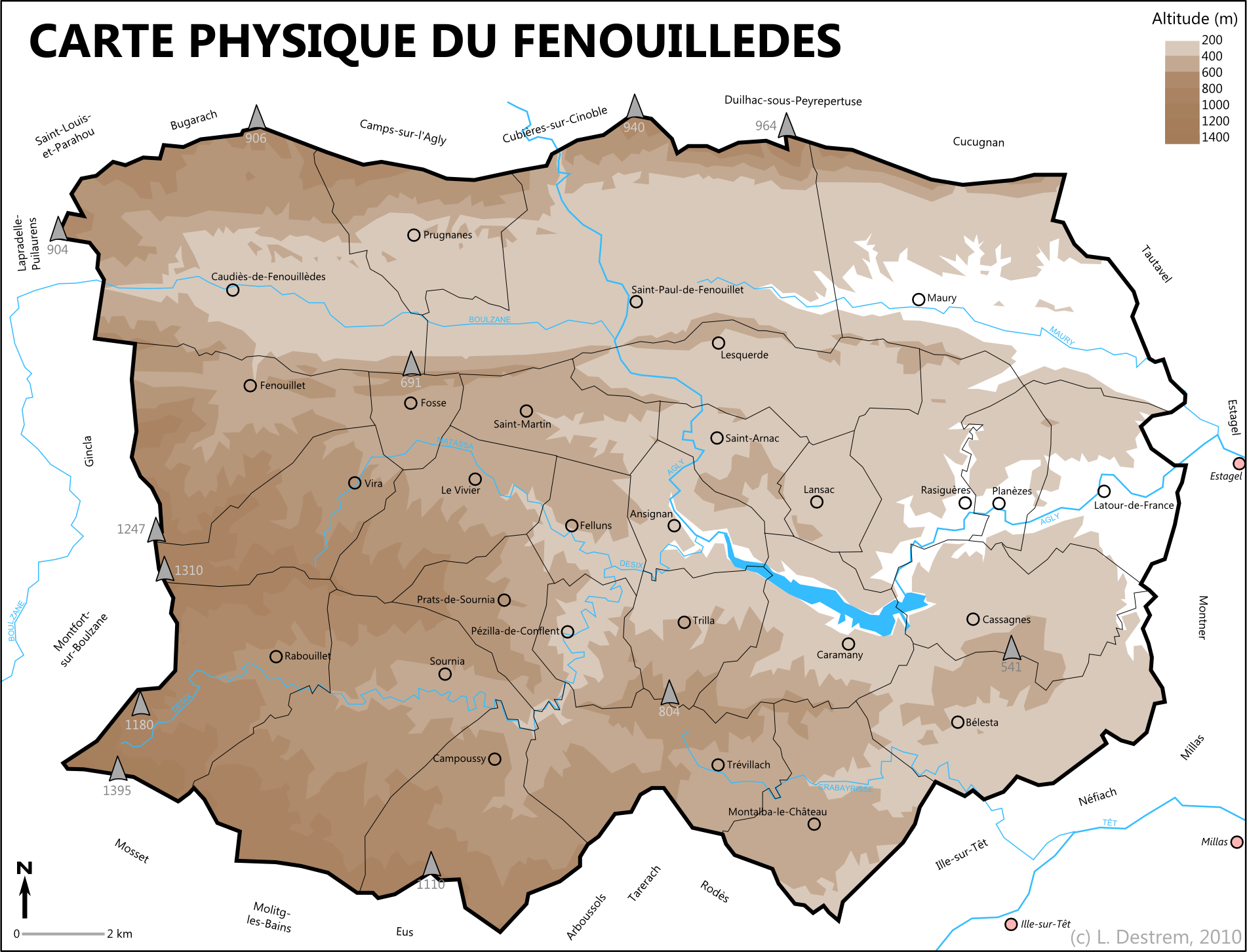
Karte des Fenouillèdes

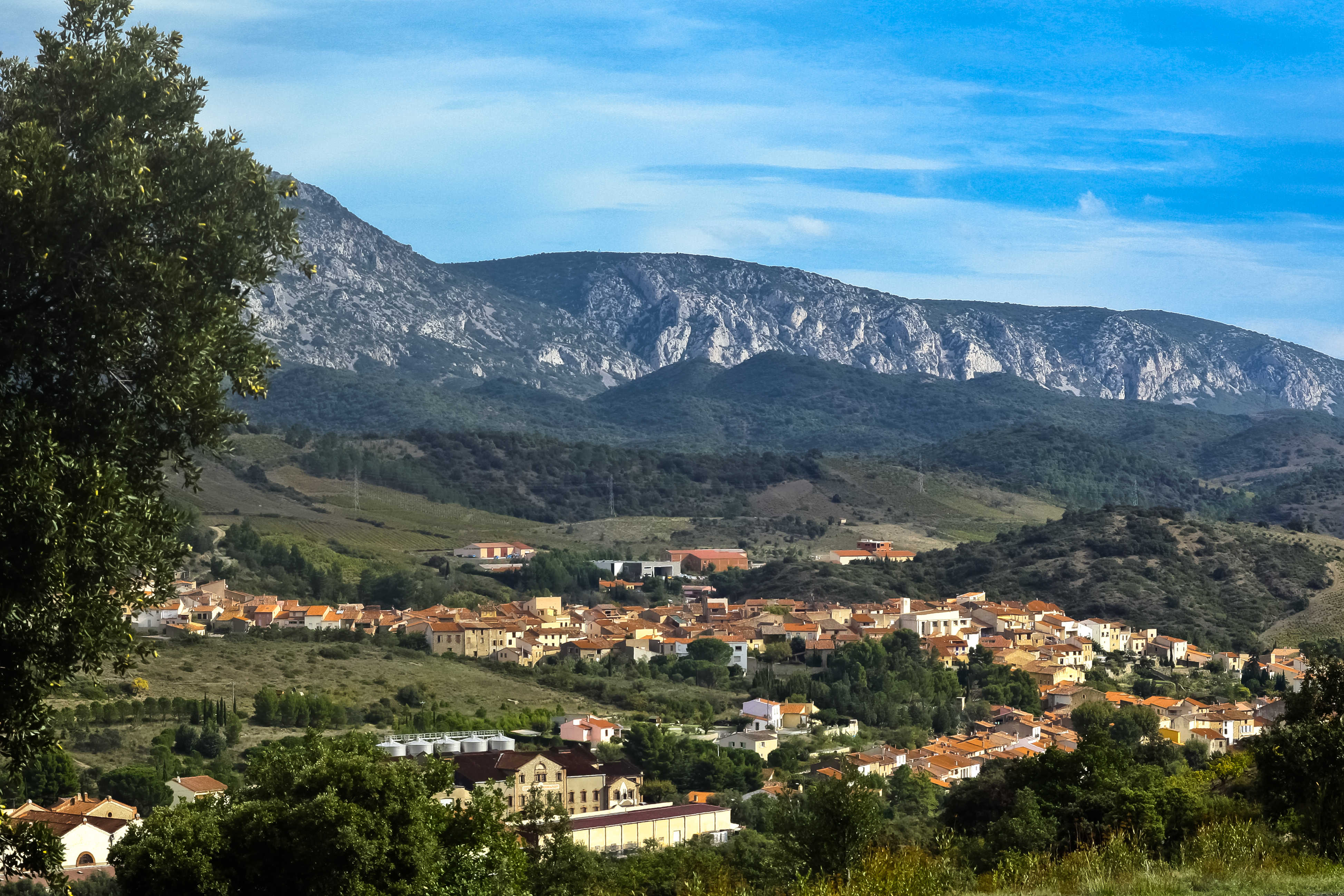
Ort Maury

Fenouillèdes (okzitanisch Fenolhedés/Fenolheda/Fenolhet; katalanisch Fenolleda) ist eine traditionelle, bis etwa Ende des 19. Jahrhunderts okzitanischsprachige, Comarca im Süden Frankreichs. Gemeinsam mit den anderen 5 nordkatalonischen Comarques bildet sie das heutige Département Pyrénées-Orientales. Die Hauptstadt der Comarca ist Saint-Paul-de-Fenouillet, ihren Namen verdankt sie jedoch der Ortschaft Fenouillet.

## Lage und Klima
Im Süden und Südosten des etwa 20 bis 40 km (Luftlinie) vom Mittelmeer bzw. von der Großstadt Perpignan entfernten Fenouillèdes liegen die beiden nordkatalonischen Comarcas Conflent bzw. Rosselló. Im Norden und Nordwesten schließt sich das Bergland der Corbières an. Weiter nordwestlich liegen die südöstlichen Ausläufer des Lauragais. Wichtigste Flüsse im Fenouillèdes sind der Agly und seine Nebenflüsse Desix, Boulzane und Maury. Die meisten Orte liegen in Höhen zwischen 250 und 550 m; die höchsten Berggipfel in den Randzonen des Fenouillèdes können Höhen von annähernd 1400 m erreichen. Das Klima ist gemäßigt bis warm; Regen (ca. 750 mm/Jahr) fällt überwiegend im Winterhalbjahr.

## Gemeinden
Zu den historischen Kernlanden des Fenouillèdes gehören die Ortschaften bzw. Gemeinden: Ansignan, Bélesta, Campoussy, Caramany, Cassagnes, Caudiès-de-Fenouillèdes, Felluns, Fenouillet, Fosse, Lansac, Latour-de-France, Lesquerde, Maury, Montalba-le-Château, Pézilla-de-Conflent, Planèzes, Prats-de-Sournia, Prugnanes, Rabouillet, Rasiguères, Saint-Arnac, Saint-Martin-de-Fenouillet, Saint-Paul-de-Fenouillet, Sournia, Trévillach, Trilla, Vira und Le Vivier.

## Wirtschaft
Einziger Exportartikel des Fenouillèdes sind gute Rotweine, die unter der Appellation Côtes du Roussillon vermarktet werden. Ansonsten leben die Menschen vom Tourismus (Vermietung von Ferienwohnungen – gîtes) und – in begrenztem Maße – von der Land- und Forstwirtschaft.

## Geschichte

### Vorgeschichte
In der Höhle von Arago nahe Tautavel wurden seit 1964 über mehrere Jahre bei archäologischen Ausgrabungen Überreste von Prähominiden entdeckt, deren Alter von der Forschung mit ca. 300.000 bis 450.000 Jahren angegeben wird. Somit gehört der sogenannte Mensch von Tautavel zur Gruppe des Homo erectus und somit – lange vor dem Neandertaler – zu den ältesten Zeugnissen der Anwesenheit von Frühformen des Menschen in Europa.
Eine Vielzahl von – meist zerstörten – jungsteinzeitlichen Großsteingräbern (Dolmen) aus der Zeit der Megalithkulturen weist darauf hin, dass das Gebiet um 3000 bis 4000 v. Chr. besiedelt war.

### Antike

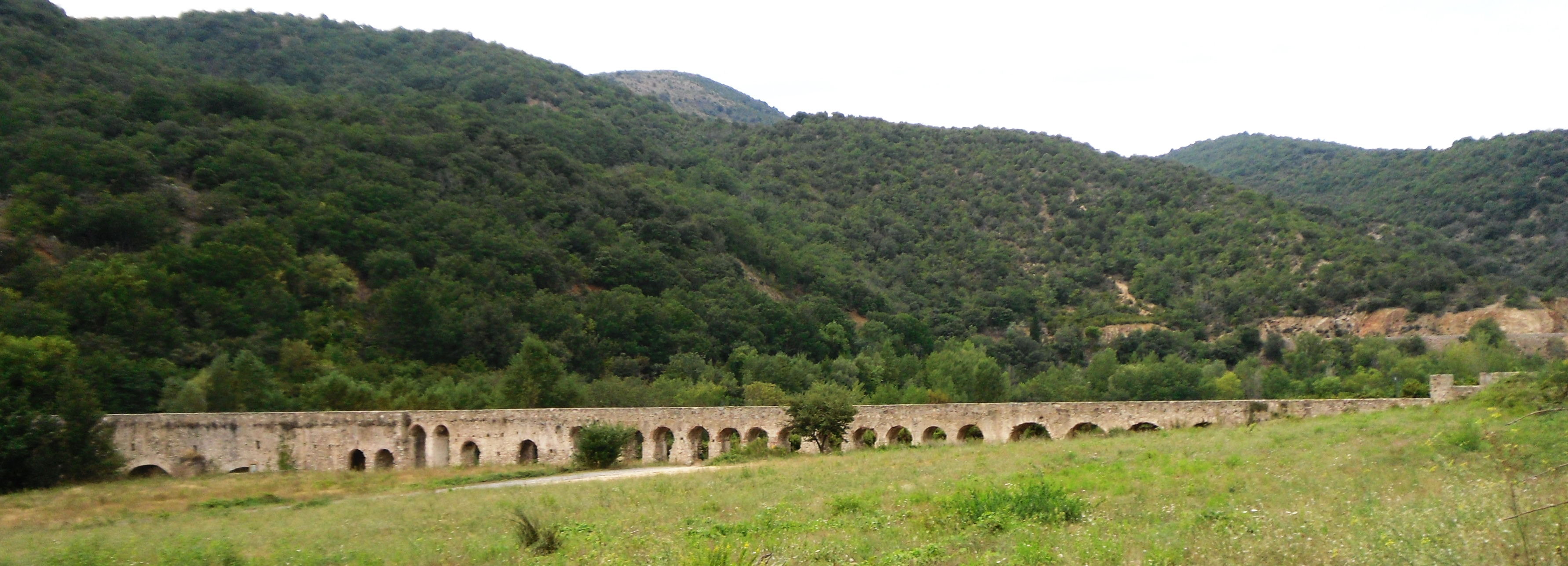
Aquädukt von Ansignan

Während es in der Zeit der griechischen Mittelmeerkolonisation im heutigen Katalonien (Empúries) und im Languedoc (Agde) Städtegründungen gab, ist dies für den benachbarten Küstenstreifen des Roussillon bislang nicht nachgewiesen. Die Region wird allgemein als Siedlungsgebiet der Keltiberer angesehen (vgl. Sournia). Spuren römischer Besiedlung sind jedoch bekannt (z. B. Ruscino bei Perpignan). Der Aquädukt von Ansignan ist die bedeutendste kulturelle Hinterlassenschaft der Römer im Fenouillèdes, wenngleich der ehemalige Endpunkt der Wasserleitung, d. h. die dazugehörige Siedlung, bislang nicht bekannt ist.

### Mittelalter
Im frühen Mittelalter bildete das Fenouillèdes einen Teil der Grafschaft Razès; im Jahr 870 ging es an den Grafen von Urgell und Cerdanya. Anschließend weitete die Abtei Saint-Michel-de-Cuxa ihre Ländereien aus und gründete in Saint-Paul ein Kloster.
Im Jahre 990 wurde das Fenouillèdes eine Untergrafschaft der Grafen von Besalú und ab 1111 der Grafen von Barcelona. In den Folgejahren wurde es im Zuge der Kreuzzüge gegen die Katharer zu einem Spielball der Grafen von Barcelona, Foix, Toulouse und Carcassonne. Schließlich fiel das Fenouillèdes mit dem Vertrag von Corbeil (1258) endgültig an das Königreich Frankreich. Es begann der Übergang von der katalanischen zur okzitanischen Sprache.

### Neuzeit
Im Jahre 1790, während der Französischen Revolution und lange nach dem Pyrenäenfrieden vom 7. November 1659, der das ganze Roussillon von Spanien an Frankreich brachte, wurde das Fenouillèdes gemeinsam mit den nordkatalanischen Comarques in das Département Pyrénées-Orientales eingebunden.

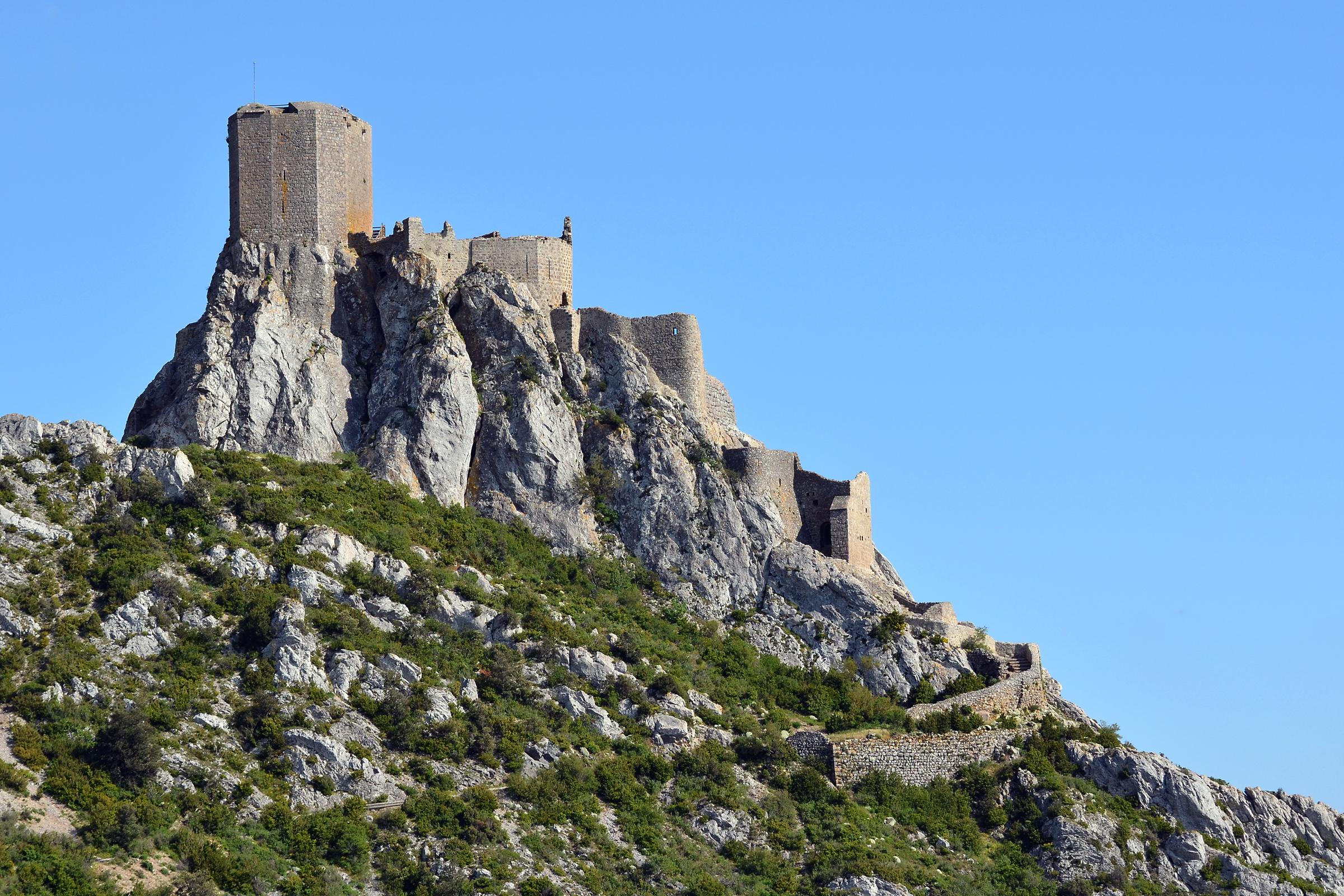
Château de Quéribus
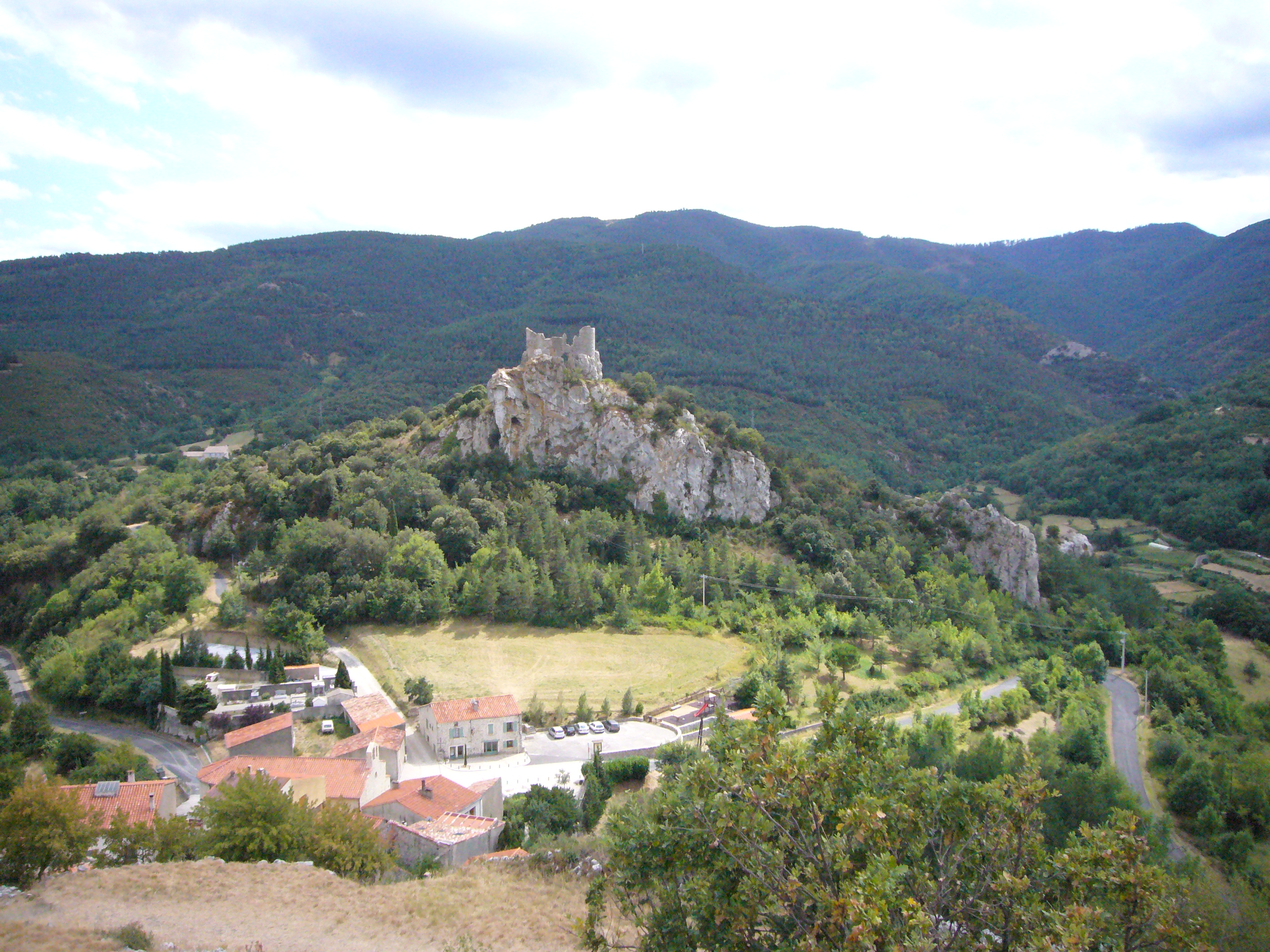
Castel Sabarda bei Fenouillet
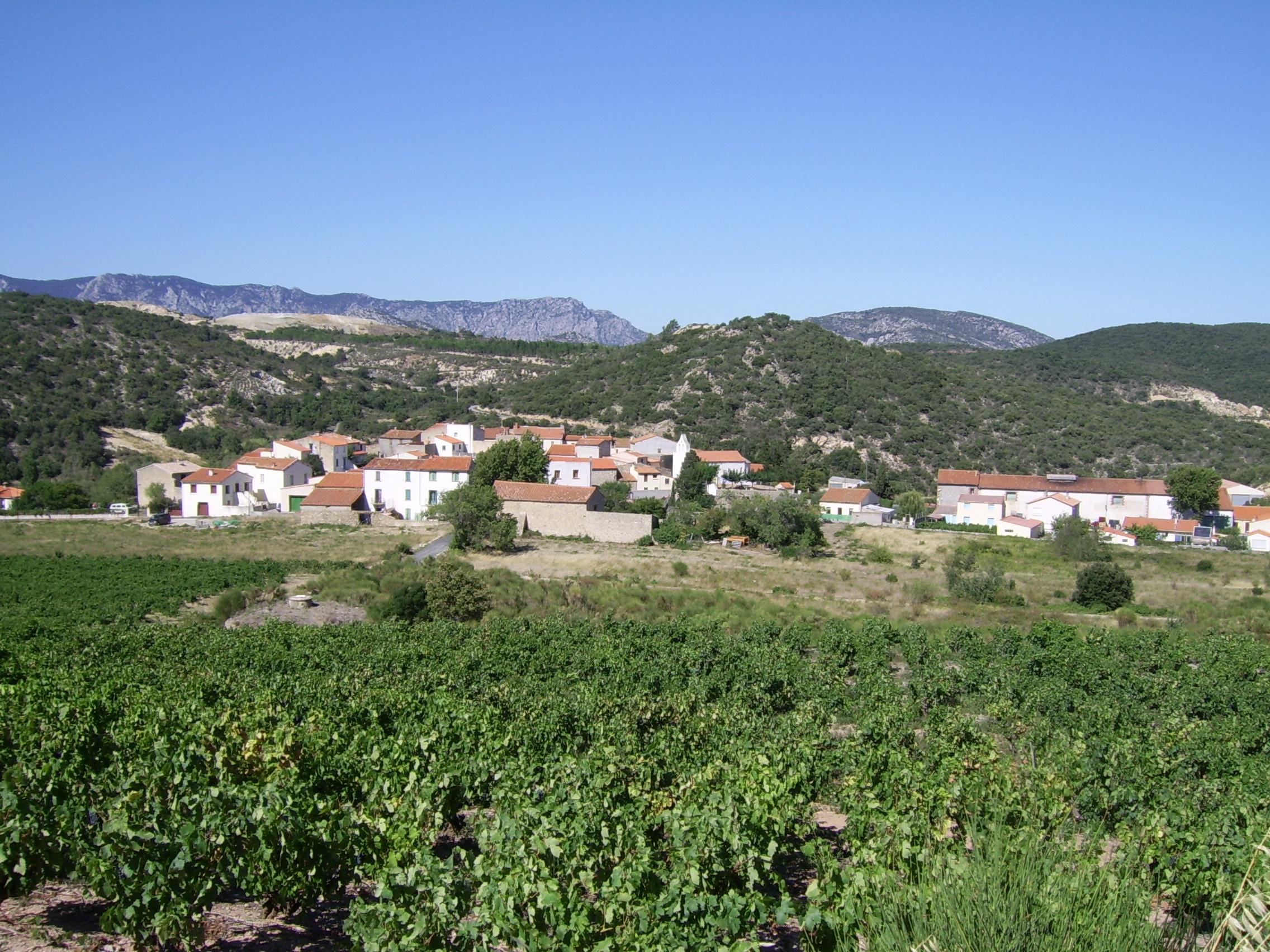
Weinfeld bei Lansac
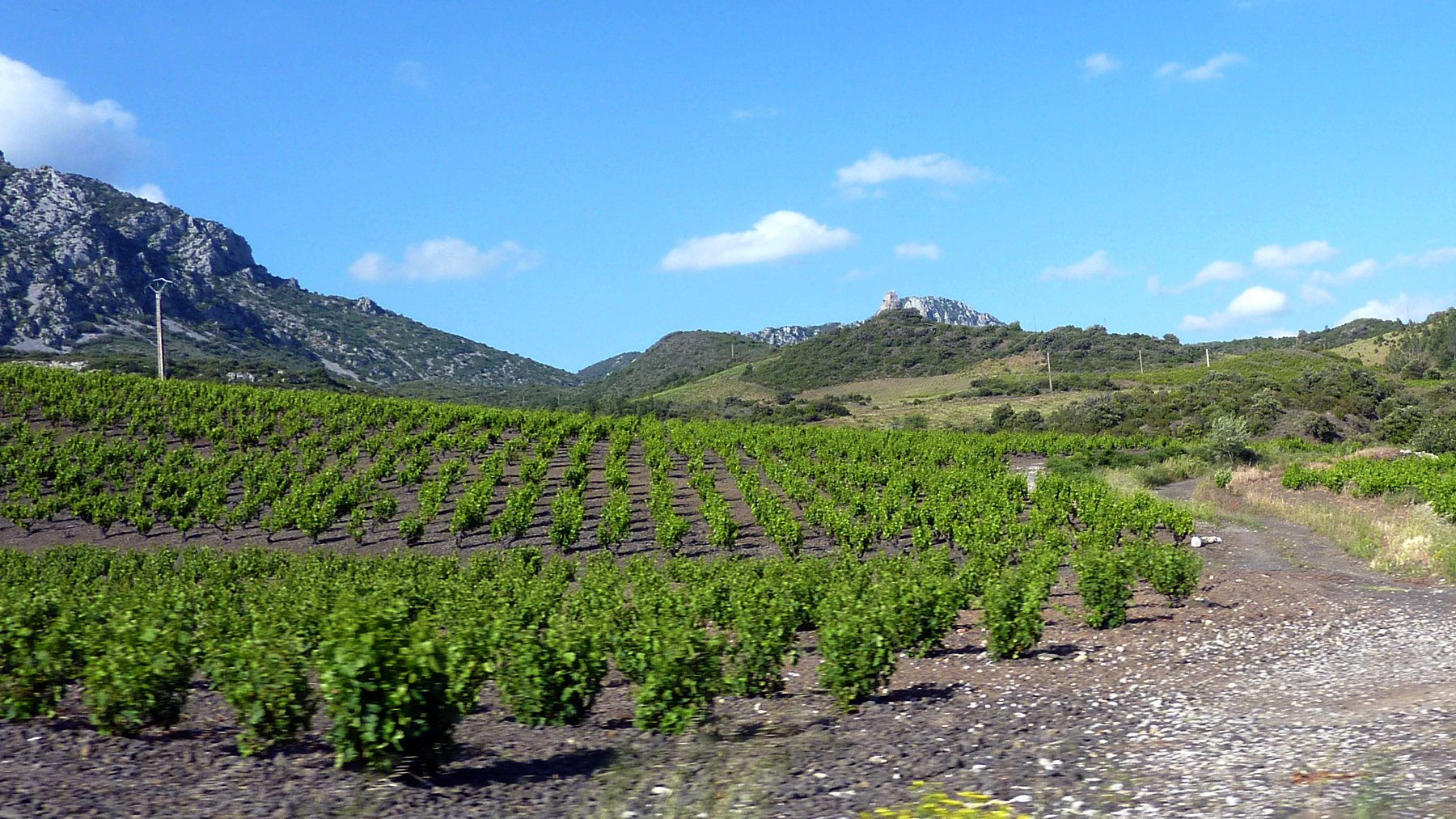
Weinfeld bei Maury; Felsen und Burg Quéribus im Hintergrund
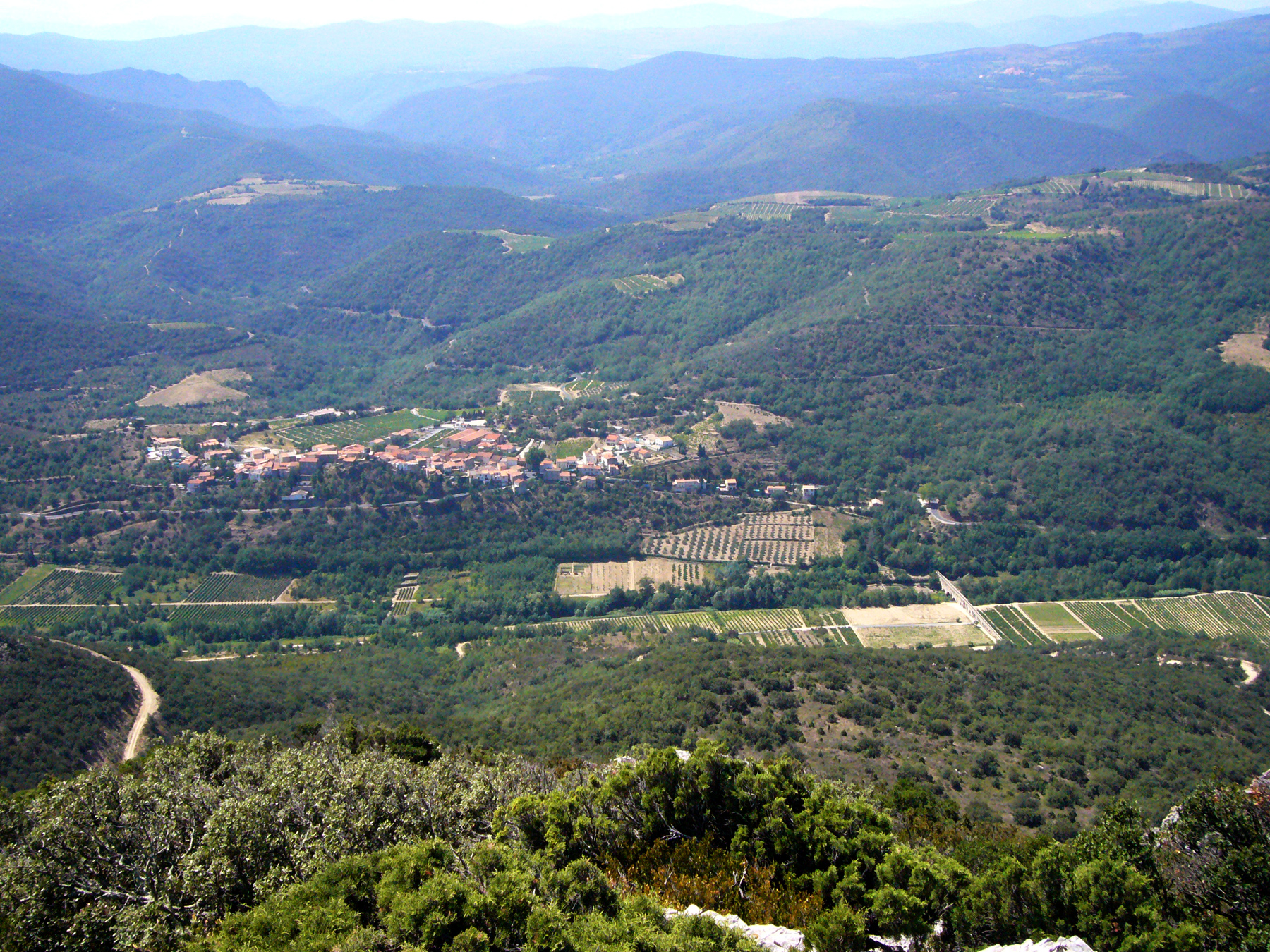
Ansignac

## Sehenswürdigkeiten
- Dolmen von Trilla und Ansignan
- Römischer Aquädukt von Ansignan
- Chapelle Saint-Michel de Sournia
- Gorges de Galamus mit der Eremitage Saint-Antoine